# روبرت إيفانز
روبرت إيفانز (بالإنجليزية: Robert Evans)‏ (21 نوفمبر 1885 بتشستر في المملكة المتحدة - 28 نوفمبر 1965 بتشستر في المملكة المتحدة) هو لاعب كرة قدم بريطاني (وحمل سابقاً جنسية المملكة المتحدة لبريطانيا العظمى وأيرلندا) في مركز الهجوم. شارك مع منتخب إنجلترا لكرة القدم ومنتخب ويلز لكرة القدم. أما مع النوادي، فقد لعب مع أستون فيلا وشيفيلد يونايتد ونادي ريكسهام ونادي تشستر سيتي.

## وصلات خارجية
- روبرت إيفانز على موقع قاعدة بيانات كرة القدم.إي يو (الإنجليزية)
- روبرت إيفانز على موقع ناشيونال فوتبول تيمز (الإنجليزية)
- روبرت إيفانز على موقع Soccerbase.com (لاعب) (الإنجليزية)